# A Mouthful
A Mouthful è il primo album del gruppo The Dø uscito il 14 gennaio 2008.

## Tracce
1. Playground Hustle – 2:55
2. At Last! – 4:09
3. On My Shoulders – 5:21
4. Song for Lovers – 2:24
5. The Bridge Is Broken – 4:42
6. Stay (Just a Little Bit More) – 3:06
7. Unissasi laulelet – 2:19
8. Tammie – 3:15
9. Queen Dot Kong – 3:14
10. Coda – 1:58
11. Searching Gold – 5:10
12. When Was I Last Home? – 3:34
13. Travel Light – 4:02
14. Aha – 4:19
15. In My Box – 1:48

Tre bonus track sono state inserite nella riedizione uscita a marzo del 2009:
1. On My Shoulders (versione da camera) – 5:35
2. Unissasi laulelet (versione da camera) – 3:55
3. Playground Hustle'N'Bustle – 11:19

## Impatto sulla critica
A Mouthful ha raggiunto la hit-parade francese nella settimana della sua uscita.
Pitchfork ha dato all'album un punteggio di 7,5 su 10, sostenendo che «A Mouthful prova a bilanciare tra maturità e immaturità» e che «Olivia B. Merilahti e Dan Levy non esitano a miscelare stili musicali differenti».
L'album è stato candidato al Prix Constantin.